# Nitrat de potassi
El nitrat de potassi, també conegut com a salnitre o salpetre, és un compost químic inorgànic de fórmula {\displaystyle {\ce {KNO3}}}, una sal constituïda per anions nitrat {\displaystyle {\ce {NO3-}}} i cations potassi {\displaystyle {\ce {K+}}} enllaçats mitjançant enllaç iònic.
Fins a la fixació artificial del nitrogen amb el mètode Haber el salnitre cristal·litzat de certes coves era la principal font de nitrogen. La seva principal aplicació històrica és com a component principal de la pólvora. Mesclat amb altres nitrats s'empra en fertilitzants, amb contingut de nitrogen i potassi amb la fórmula de riquesa 13-0-44 que indica 13%, 0%, i 44% de nitrogen, fòsfor i potassi en pes, respectivament. En certs aquaris es fa servir com a font de nitrat i potassi per a les plantes. S'ha usat, en farmàcia, com a diürètic. Es fa servir també en la conservació de les carns i en xarcuteria. És l'additiu E252. Reacciona i produeix nitrits i monòxid de nitrogen que transforma la mioglobina vermella en la color rosada típica del pernil i del salami.

## Història
El mot «salnitre» prové del llatí sal nitrum, i aquest, del grec νίτρον nítron, d'origen egipci, amb el significat de nitrat de potassi. El mot de «salpetre» prové del llatí sal petrae, que significa 'sal de pedra' o 'sal de Petra'. Petra és una zona de Jordània on grans dipòsits dels munts de fems de camell van proporcionar una font per a la producció de salnitre.

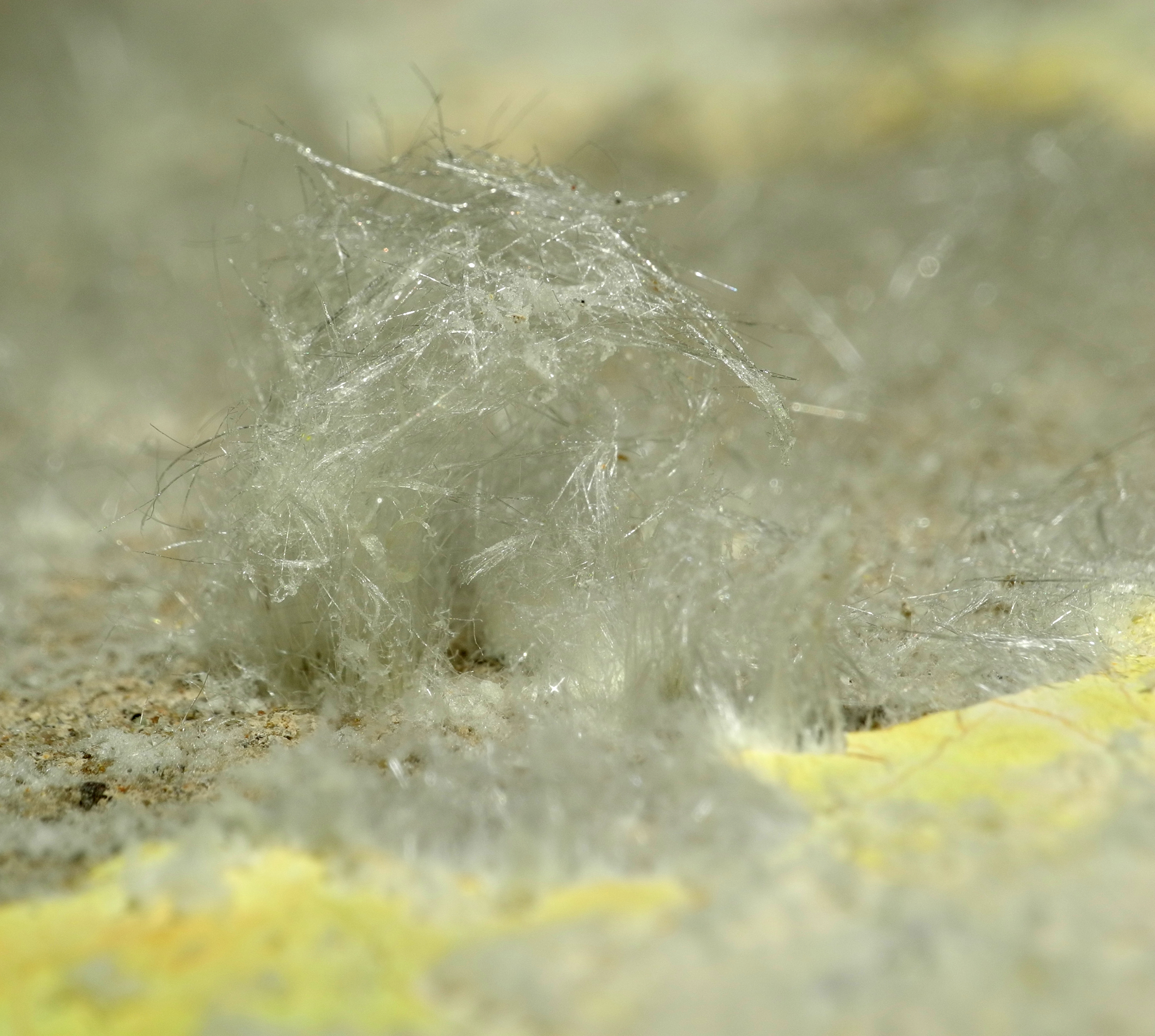
Eflorescència de nitrat de potassi

La història del nitrat de potassi va lligat al de la pólvora. La pólvora negra és una barreja de salnitre, carbó vegetal, i sofre, en proporcions d'aproximadament un 75% de salnitre, un 15% de carbó vegetal i un 10% de sofre. Es desconeix la data exacta de la invenció de la pólvora, però generalment es creu que fou al voltant de l'any 800 a la Xina o possiblement al món àrab, on els alquimistes la descobriren casualment. El nitrat de potassi utilitzat en la pólvora s'obtenia a partir de dipòsits naturals. Les petites quantitats formades com a dipòsits d'eflorescència en parets de pedra humides es van identificar ja l'any 2000 aC. en escrits sumeris. L'ús de pólvora negra en armes apareix en els escrits xinesos que daten del segle xi. El filòsof, teòleg i científic anglès Roger Bacon (1220-1292) dugué a terme amplis estudis sobre la pólvora negra i sovint se li atribueix la introducció a Europa dels seus usos al segle xiii.

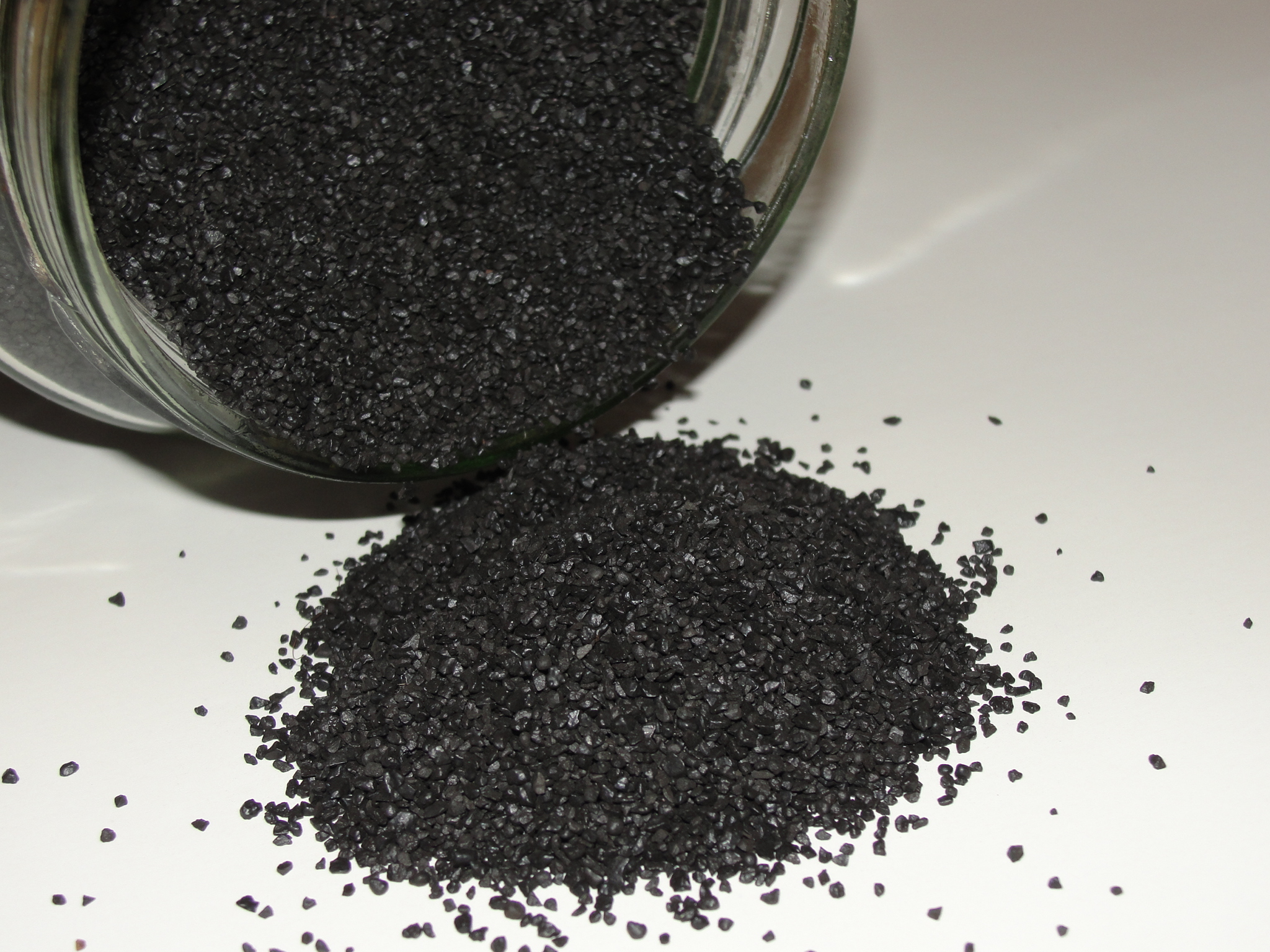
Pólvora negra

A mesura que s'expandí l'ús de la pólvora negra amb el desenvolupament d'armes, la demanda de salnitre superà l'oferta, fet que s'agreujava en èpoques de guerra. Per satisfer la demanda de salnitre, es desenvolupà una indústria per produir-ne grans quantitats. El mètode depenia de la riquesa en nitrat de potassi dels dipòsits d'on s'obtenia la matèria primera. El procés de producció de salpetre implicava barrejar la brutícia amb cendres per mantenir el pH neutre i després refinar i separar el salnitre.

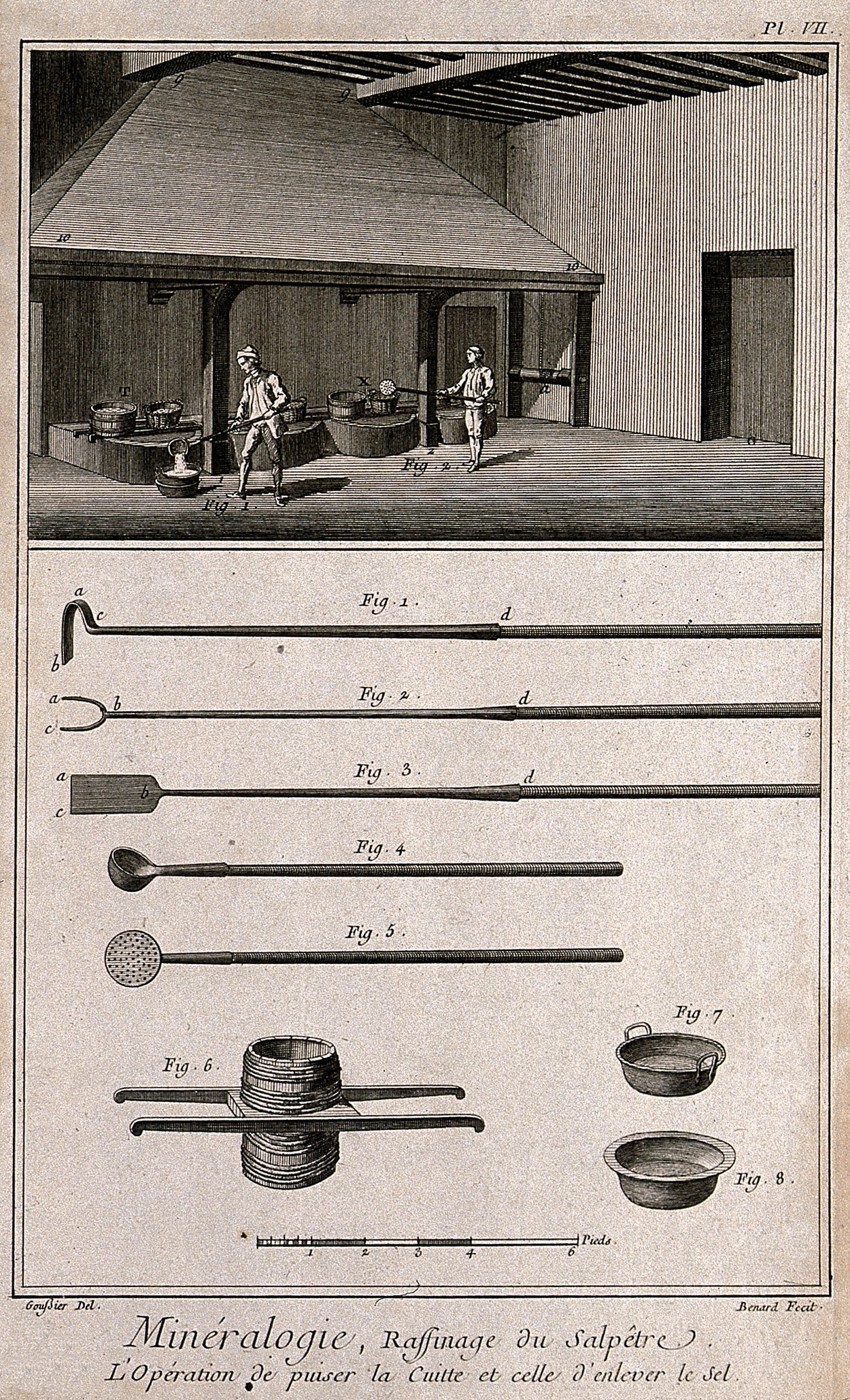
Refinament de nitrat de potassi

A mesura que augmentava la demanda de salnitre, es crearen grans àrees de processament de salnitres. La producció a gran escala de salnitre implica la creació de llits de nitre, que eren caixes en què s'amuntegaven fems i matèria orgànica vegetal. Aquests llocs requerien l'addició de calç o altres materials bàsics per neutralitzar els àcids que s'havien format. Els llits eren tractats amb aigua per mantenir-los humits, però calia protegir-los dels elements i evitar que els nitrats es rentessin. El procés de reg sovint utilitzava orina o aigua de fems des de la neteja de corrals i estables fins a fomentar la producció. Els llits es removien sovint i la incorporació de material vegetal augmentava la matèria orgànica i la porositat de la pila per assegurar-se que els residus tinguessin una exposició adequada a l'oxigen. Els llits de nitre eren similars al compostatge.
Després d'un període de diversos mesos o anys, els residus tractats eren lixiviats, i el lixiviat es processava encara més per augmentar la producció de nitrat de potassi en lloc d'altres nitrats com el de magnesi o el de sodi. Aquest pas implicava el tractament amb cendres, que eren una font de potassa (carbonat de potassi). El darrer pas implicava separar el salnitre de la solució d'altres sals. Perquè el nitrat de potassi és molt més soluble que la sal comuna o clorur de sodi en aigua calenta, la solució es bullia i el nitrat de potassi es concentrava en la porció líquida, mentre que es retirava el clorur de sodi precipitat. La solubilitat del nitrat de potassi disminueix ràpidament a mesura que disminueix la temperatura, però la solubilitat del clorur de sodi és bastant constant amb la temperatura. Un cop finalitzat el procés de separació inicial per sobre, el líquid es refredava i es precipitava nitrat de potassi. Fins i tot després del procés de separació, el salnitre contenia impureses i un producte típic podria consistir en només un 75% de nitrat de potassi. La quantitat és generalment suficient per a propòsits generals, però aquest producte podria ser més refinat utilitzant diverses tècniques per obtenir salnitre d'alt grau. Aquestes tècniques s'utilitzaven quan es desitjava pólvora negra d'alta qualitat com la produïda pels francesos sota Antoine Lavoisier (1743–1794) a finals del segle xviii i el seu alumne Eleuthère Irénée du Pont de Nemours (1771–1834). Aquest emigrà a Amèrica i fundà l'empresa DuPont, per a fabricar pólvora i que es convertí en l'empresa química més gran dels Estats Units.

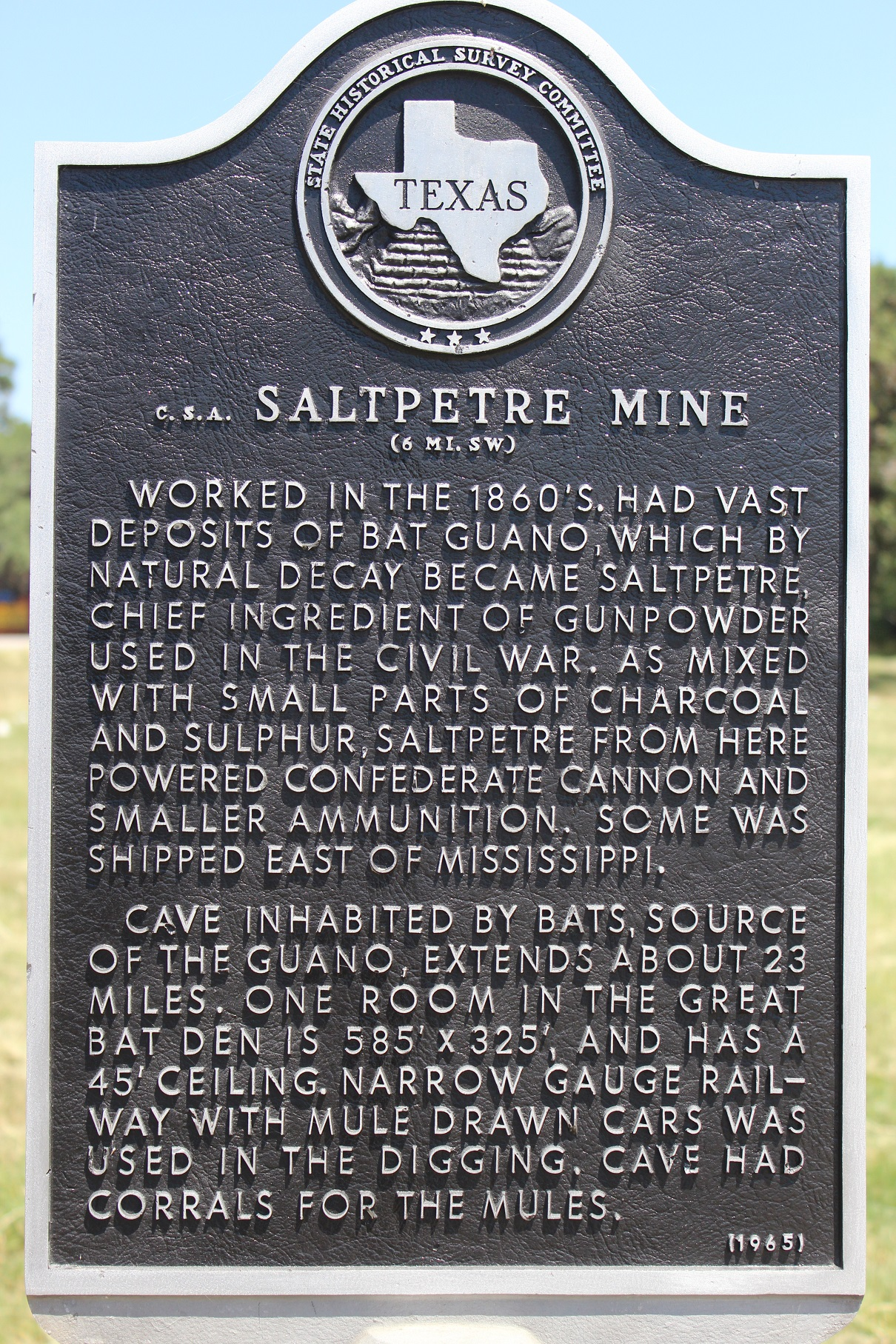
Placa assenyalant una mina de salnitre a Texas

Un dels llocs més comuns per a la producció de salnitre als Estats Units foren les coves de pedra calcària, principalment als estats de Kentucky, Tennessee i Indiana, que tengueren una destacada importància durant la Guerra Civil dels Estats Units (1861-1865). Els sòls d'aquestes coves contenien fems de ratpenats que s'havia acumulat al llarg de milers d'anys, i les mateixes coves contenien sòls alcalins naturals i estaven protegides de la pluja. Les mines de Xile, al desert d'Atacama subministraren nitrat de sodi (nitre de Xile) als països que no en tenien als seus territoris a partir de la dècada de 1830. El nitrat de sodi es convertia en nitrat de potassi per reacció amb clorur de potassi:
{\displaystyle {\ce {NaNO3(aq) + KCl(aq) -> KNO3(aq) + NaCl(aq)}}}
Encara que l'ús més destacat de salnitre fou la producció de pólvora negra, el nitrat de potassi també s'utilitza com a fertilitzant. A la primera meitat del segle xvii, Johann Rudolf Glauber (1604–1668) descobrí que afavorira el creixement vegetal. La necessitat dels alemanys de suplantar el subministrament de salnitre xilè, que podria ser tallat pel bloqueig dels aliats, conduí a la recerca de mètodes per sintetitzar nitrats. La reacció va requerir un subministrament d'amoníac, que va ser sintetitzat econòmicament per Fritz Haber (1868-1934) abans de la Primera Guerra Mundial. L'amoníac es podria convertir a àcid nítric a través del procediment Ostwald i després es pot reaccionar l'àcid nítric amb bases per produir nitrats.

## Estat natural
Els nitrats es formen en zones, anomenades nitreres, en què s'han acumulat durant molts d'anys residus animals com la brutícia de graners, estables, sestadors, corrals, coves o cellers. Aquests llocs han d'estar situats on la pluja o els corrents d'aigua no puguin rentar el salnitre o el vent granar-lo. Els compostos d'amoníac de l'orina dels residus fecals a les nitreres, a causa de la intervenció de diferents microorganismes, pateixen nitrificació per produir nitrats, que es combinen amb potassi al sòl per formar salnitre. La nitrificació implica dos passos:
1) Conversió de l'amoníac {\displaystyle {\ce {NH3}}} i l'amoni {\displaystyle {\ce {NH4+}}} primer en nitrit {\displaystyle {\ce {NO2-}}}, procés que realitzen els bacteris anomenats d'oxidació de l'amoni (gèneres Nitrosomonas, Nitrosococcus, Nitrosospira, Nitrosolobus i Nitrosovibrio):
{\displaystyle {\ce {NH3 + O2 -> NO2- + 3H+ + 2e-}}}{\displaystyle {\ce {2NH4+ + 3O2 -> 2NO2- + 4H+ + 2H2O}}}
2) El segon pas, de nitrit {\displaystyle {\ce {NO2-}}} a {\displaystyle {\ce {NO3-}}}, el duen a terme els bacteris dels gèneres Nitrobacter, Nitrococcus, Nitrospira i Nitrospina:
{\displaystyle {\ce {NO2- + H2O -> NO3- + 2H+ + 2e-}}}{\displaystyle {\ce {2NO2- + O2 -> 2NO3-}}}
Al gènere Nitrosomonas europaea la primera etapa d'oxidació d'amoni a hidroxilamina el duu a terme l'enzim amoni monooxigenasa (AMO).
{\displaystyle {\ce {NH3 + O2 + 2H+ -> NH2OH + H2O}}}
La segona etapa, d'hidroxilamina a nitrit, és catalitzada per la hidroxilamina oxidoreductasa (HAO) que transforma la hidroxilamina en monòxid de nitrogen i després un altre enzim transforma aquest en nitri:
{\displaystyle {\ce {NH2OH -> NO + 3H+ + 3e-}}}
Finalment, la tercera etapa, de nitrit a nitrat, el duen a terme diferents organismes:
{\displaystyle {\ce {{nitrit}+acceptor<=>{nitrat}+acceptor\ reduit}}}

## Obtenció
Polònia és el primer país per la producció de nitrat de potassi al món. El 2018, la producció de nitrat de potassi a Polònia era de 9 161 tones, la qual cosa representa pràcticament el 100 % de la producció mundial de nitrat de potassi. Els quatre següents països eren Luxemburg, Eslovènia, Xipre i Kirguizstan, amb produccions molt baixes.

### A partir de nitrat de calci

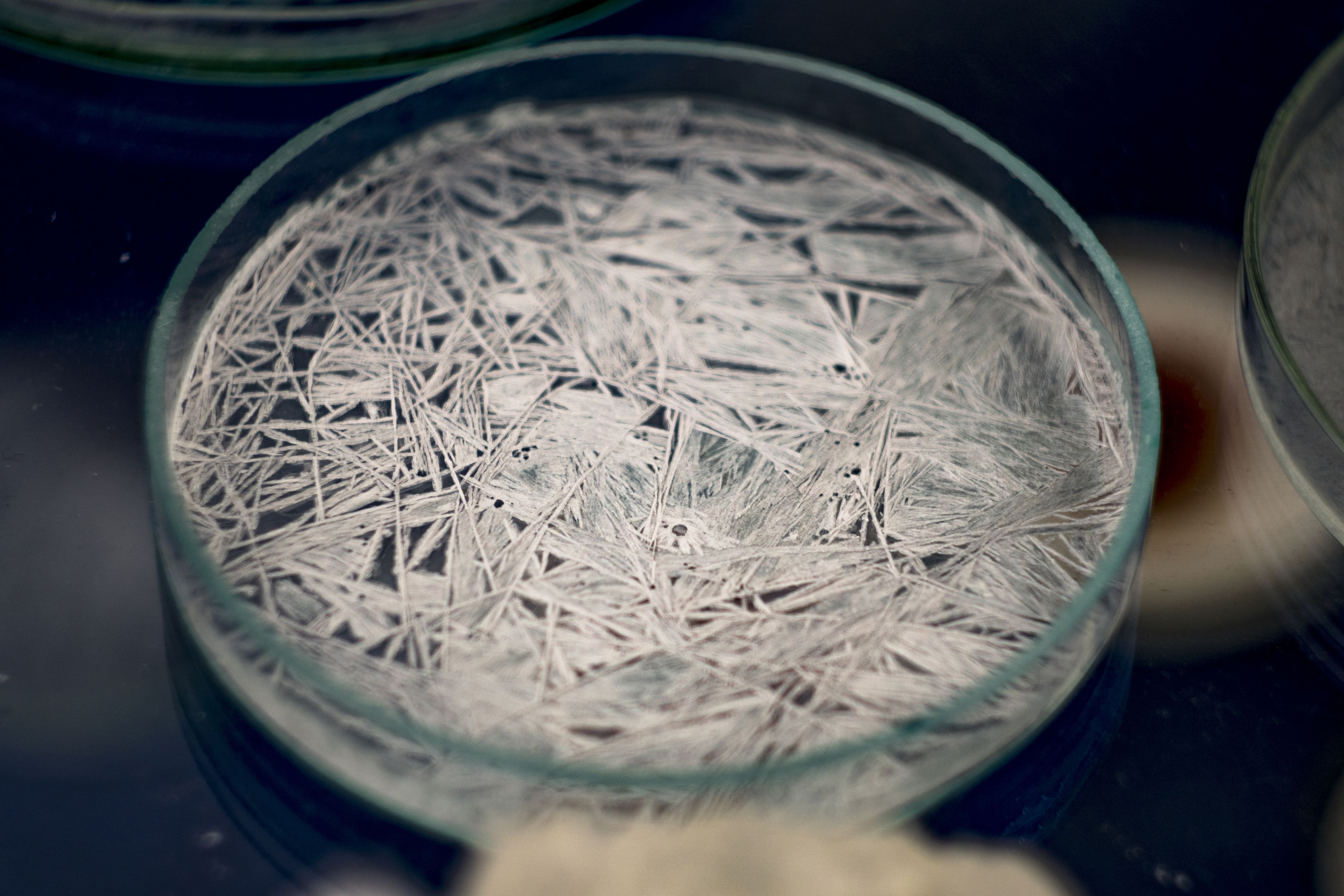
Cristalls de nitrat de potassi en forma d'agulla

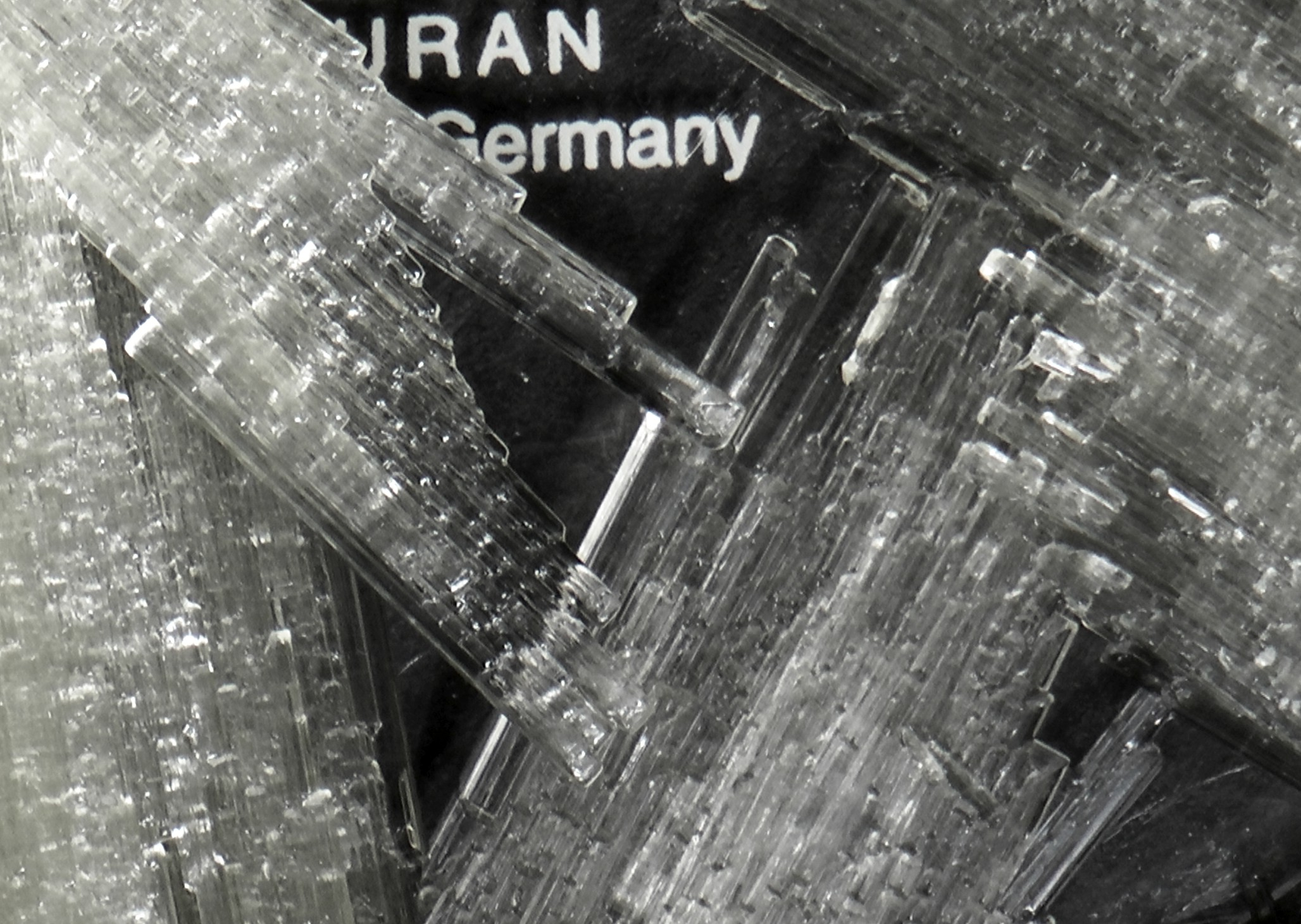
Cristalls de nitrat de potassi observats amb microscopi

S'han desenvolupat diversos processos per a l'obtenció de nitrat de potassi a partir de nitrat de calci {\displaystyle {\ce {Ca(NO3)2}}}, que és un subproducte d'altres processos, com ara la digestió de fosfat de roca amb àcid nítric. Amb sulfat de potassi {\displaystyle {\ce {K2SO4}}} com a producte de partida, es produeix sulfat de calci {\displaystyle {\ce {CaSO4}}} poc soluble, que és pot separar fàcilment.
{\displaystyle {\ce {Ca(NO3)2 + K2SO4 -> 2 KNO3 + CaSO4}}}Aquesta és la base per al procés senzill de Víctor, que fou emprat després de 1951 a Alemanya durant diverses dècades per a la fabricació de nitrat de potassi. En un altre procés proposat, la pedra calcària, carbonat de calci {\displaystyle {\ce {CaCO3}}}, és fa reaccionar amb àcid nítric per formar nitrat de calci. Els cristalls de nitrat de potassi són aïllats amb una puresa del 99,5 %.

### A partir de nitrat d'amoni
El nitrat de potassi es sintetitza per reacció del nitrat d'amoni {\displaystyle {\ce {NH4NO3}}} (disponible en alta puresa) i clorur de potassi {\displaystyle {\ce {KCl}}} per doble descomposició en dissolució aquosa. El clorur d'amoni {\displaystyle {\ce {NH4Cl}}} format és fàcil de separar. Amb aquest procés es produeix nitrat de potassi per adobs, que conté un 95 % de nitrat de potassi i un 5 % de nitrat d'amoni.
{\displaystyle {\ce {NH4NO3 + KCl -> KNO3 + NH4Cl}}}

### A partir de clorur de potassi i àcid nítric
El clorur de potassi {\displaystyle {\ce {KCl}}} sòlid és fa reaccionar amb àcid nítric {\displaystyle {\ce {HNO3}}} a 5-10 °C en un dissolvent orgànic (n-butanol o iso-pentanol). El dissolvent extreu el clorur d'hidrogen {\displaystyle {\ce {HCl}}} format, i es precipita el nitrat de potassi quantitativament des de la fase aquosa. L'avantatge de la baixa temperatura de reacció és que el clorur d'hidrogen s'extreu a la fase orgànica en preferència a l'àcid nítric. La reacció és:
{\displaystyle {\ce {KCl + HNO3 -> KNO3 + HCl}}}

## Propietats
El nitrat de potassi és un sòlid cristal·lí de color blanc, inodor i de gust salí. Cristal·litza en el sistema ortoròmbic, grup espacial mmm. El seu punt de fusió és de 337 °C i descompon a 400 °C. La seva densitat és 2,1 g/cm³ a 25 °C. És molt soluble en aigua, 38,3 g en 100 g d'aigua a 25 °C, i la seva solubilitat augmenta molt amb la temperatura, essent de 247 g en 100 g d'aigua a 100 °C. El pH de les dissolucions aquoses és neutre. És insoluble en etanol i poc soluble en metanol.
| Temperatura (°C)         | 0    | 10   | 20   | 25   | 30   | 40   | 50   | 60   | 70   | 80   | 90   | 100  |
| ------------------------ | ---- | ---- | ---- | ---- | ---- | ---- | ---- | ---- | ---- | ---- | ---- | ---- |
| Solubilitat (% en massa) | 12,0 | 17,6 | 24,2 | 27,7 | 31,3 | 38,6 | 45,7 | 52,2 | 58,0 | 63,0 | 67,3 | 70,8 |

### Propietats químiques
El nitrat de potassi és un agent oxidant fort; reacciona violentament amb materials inflamables, combustibles, molts compostos orgànics, i altres agents reductors com alumini granulat o en pols, magnesi i altres metalls, que sovint provoquen incendis i explosions.

#### Reaccions àcid-base
Amb els àcids forts el nitrat de potassi actua com a base. És el cas de la reacció amb l'àcid sulfúric que fou emprada per a l'obtenció industrial d'àcid nítric:{\displaystyle {\ce {KNO3 + H2SO4 -> KHSO4 + HNO3}}}

#### Oxidació

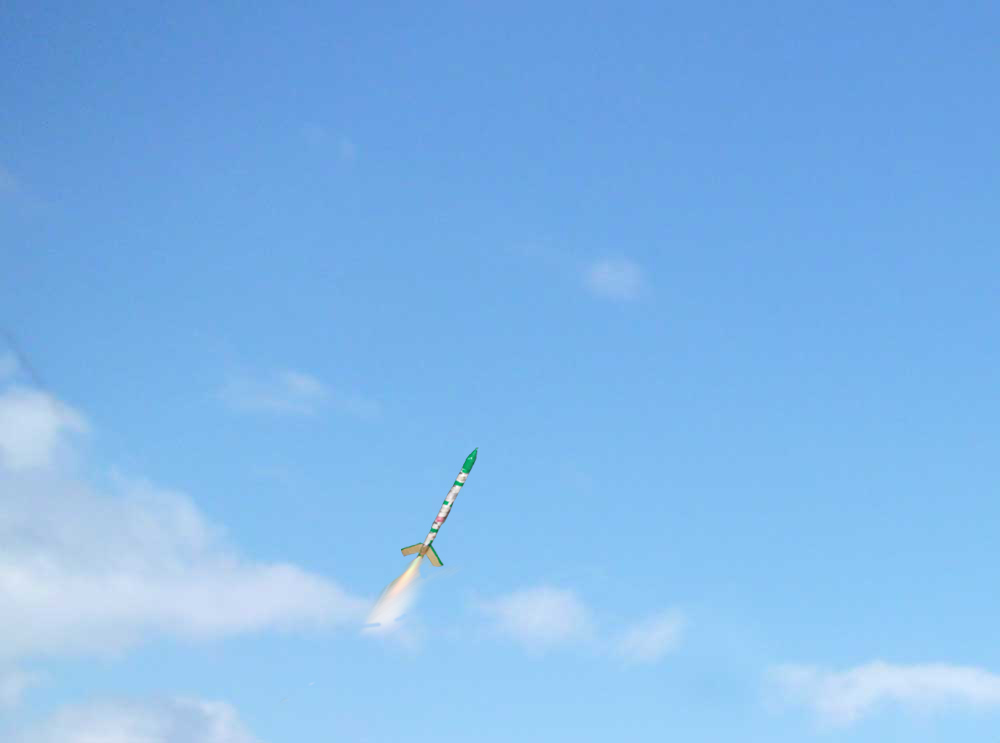
Coet de sucre que empra un nitrat com oxidant

Les propietats oxidants del nitrat de potassi s'han emprat per preparar explosius o per preparar amb glúcids propel·lents per a cohets casolans. La reacció amb glucosa és:{\displaystyle {\ce {12 KNO3 + C6H12O6 -> 12 KNO2 + 6 CO2 + 6 H2O}}}La reacció que es produeix en explotar la pólvora també és un exemple de reacció on el nitrat de potassi actua com oxidant. L'estequiometria és complexa i no està completament confirmada. Les dues equacions químiques més probables són:
{\displaystyle {\ce {20 KNO3 + 32 C + 5 S -> 10 N2 + 11 CO2 + 16 CO + 3 K2S + 5 K2CO3 + K2SO4 + K2SO3}}}{\displaystyle {\ce {10 KNO3 + 8 C + 3 S -> 5 N2 + 6 CO2 + 2 K2CO3 + 3 K2SO4}}}

#### Descomposició
A temperatures altes, a partir de 400 °C, el nitrat de potassi es descompon en nitrit de potassi i oxigen, establint-se l'equilibri químic següent:{\displaystyle {\ce {2 KNO3 <=> 2 KNO2 + O2}}}

## Aplicacions

### Fertilitzants
Actualment el nitrat de potassi s'utilitza principalment en fertilitzants (75 % de la producció), com a font de nitrogen i potassi, dos dels tres macronutrients per a les plantes. Té una riquesa del 90 %. Quan s'utilitza per si mateix, té una qualificació NPK (nitrogen-fòsfor-potassi) de 13-0-44.

### Oxidant

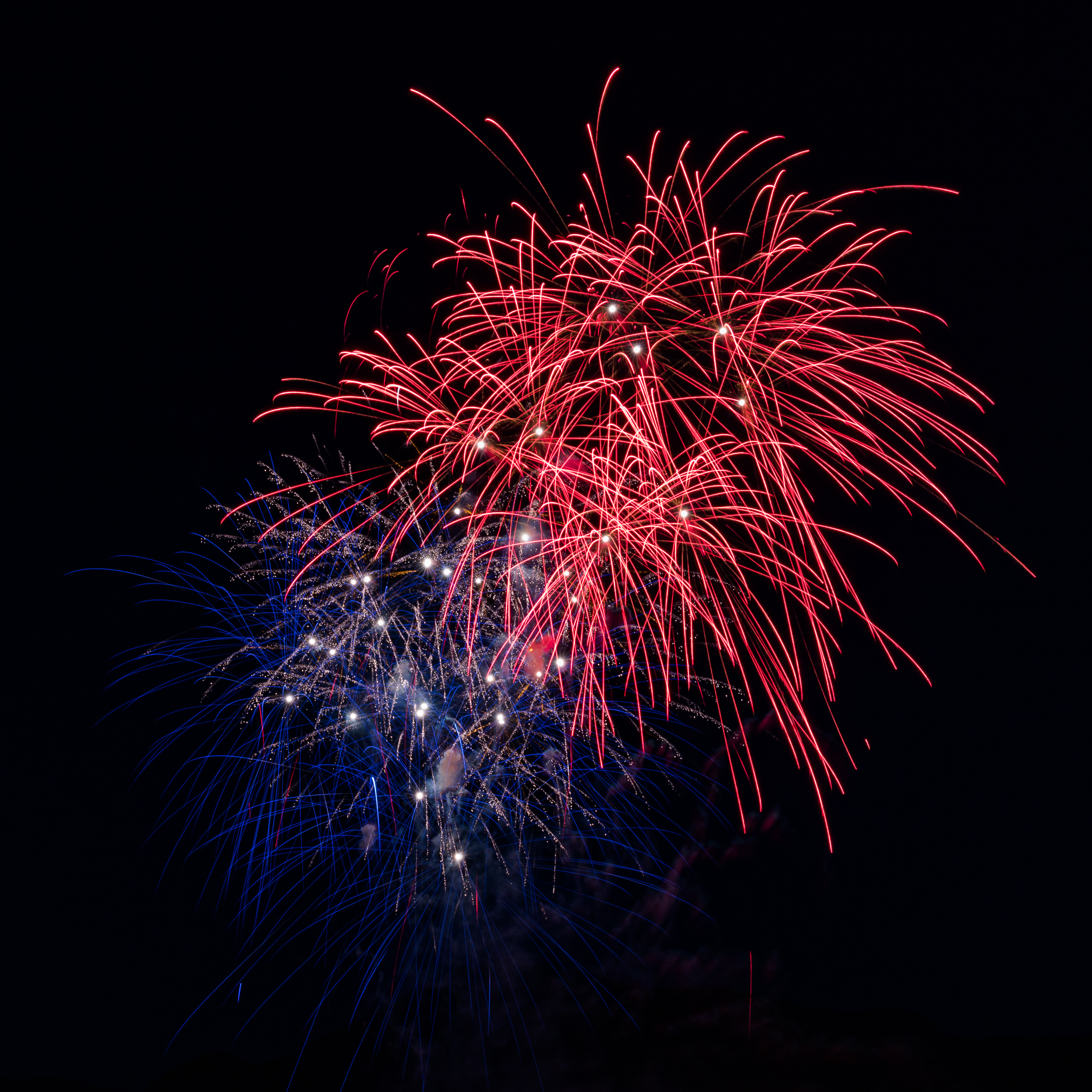
Els focs artificials empren pólvora amb nitrat de potassi

El nitrat de potassi és un oxidant eficient, produint una flama de color lila en cremar-se a causa de la presència de potassi. És un dels tres components de la pólvora negra, juntament amb el carbó en pols i el sofre, que actuen com a combustibles en aquesta composició. Les proporcions poden variar al voltant d'un 75% de nitrat de potassi, un 15% de carbó vegetal i un 10% de sofre. Com a tal s'utilitza en motors de coets en pólvora negre, però també en combinació amb altres combustibles com els sucres en "coets de sucre". També s'utilitza en focs artificials com bombes de fum, fetes amb una barreja de sacarosa i nitrat de potassi. També s'afegeix a les cigarretes per mantenir una cremada uniforme del tabac i s'utilitza per assegurar la combustió completa dels cartutxos de paper. El percentatge destinat a aquestes aplicacions oscil·la entre el 10 i el 20 % de la producció mundial, i la seva puresa és del 99 %.

### Conservació d'aliments
En el procés de conservació dels aliments, el nitrat de potassi ha estat un ingredient comú de la carn salada des de l'edat mitjana, però el seu ús s'ha interromput majoritàriament a causa de possibles problemes per a la salut. Tot i així, el nitrat de potassi encara s'utilitza en algunes aplicacions alimentàries, com la xarcuteria i la salmorra utilitzada per elaborar carn de boví. Quan s'utilitza com a additiu alimentari a la Unió Europea, el compost té el codi E252; també està aprovat per al seu ús com a additiu alimentari als EUA, Austràlia i Nova Zelanda, on figura sota el seu número INS 252.

### Preparació d'aliments
En la cuina de l'Àfrica Occidental, el nitrat de potassi s'utilitza àmpliament com a agent espessidor en sopes i guisats com la sopa d'ocra. També s'utilitza per suavitzar els aliments i reduir el temps de cocció en bullir les mongetes i la carn dura.

### Farmacologia

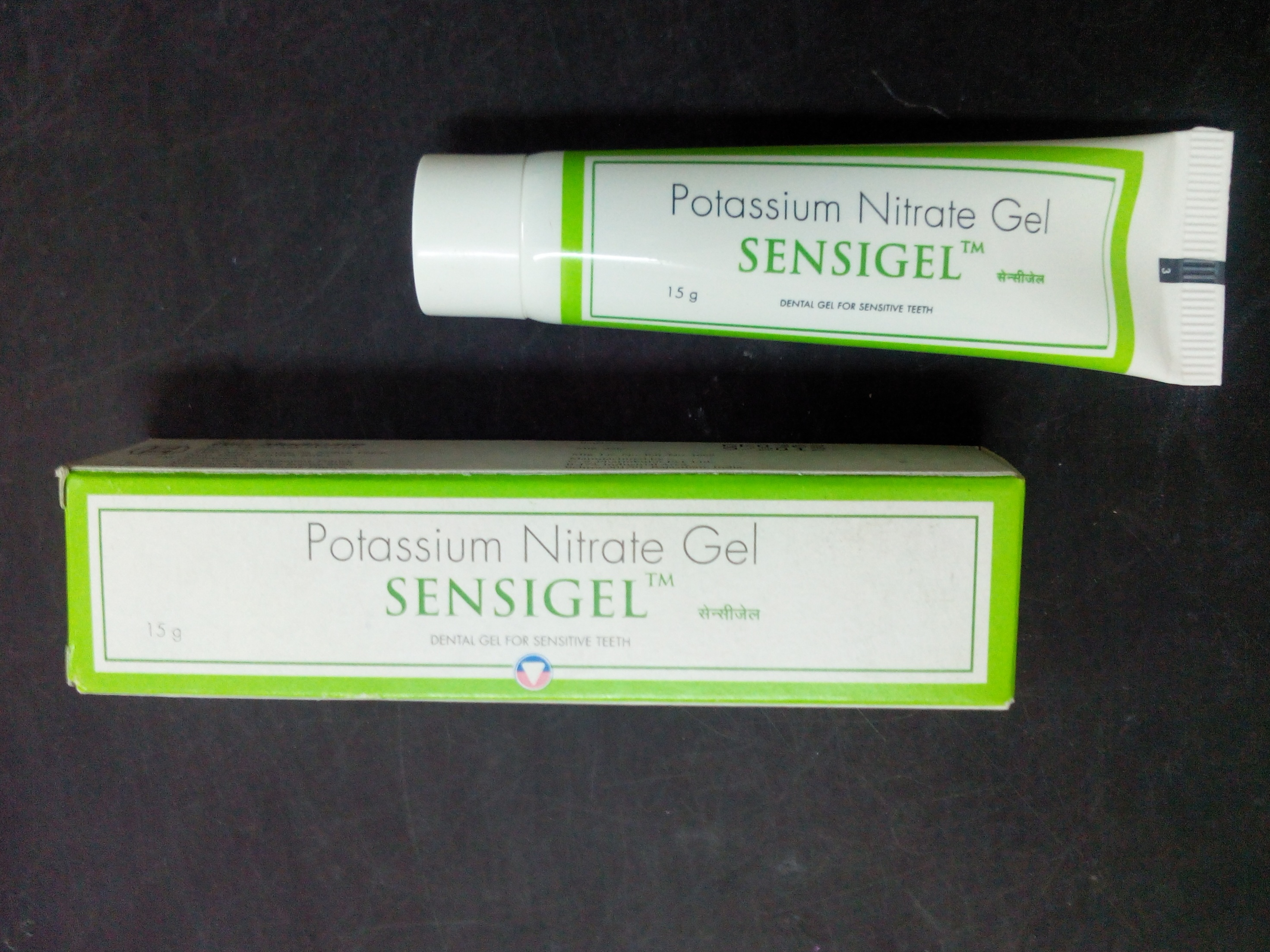
Gel dental per a dents sensibles

S'utilitza en alguns gels dentals per al tractament de dents sensibles. Utilitzat històricament per tractar l'asma. S'utilitza en algunes pastes de dents per alleujar els símptomes de l'asma. S'utilitza a Tailàndia com a ingredient principal en les pastilles de ronyó per alleujar els símptomes de cistitis, pielitis i uretritis. Combat la pressió arterial alta i abans s'utilitzava com a hipotensiu.

### Altres usos
Electròlit en ponts salins de piles. Principi actiu dels sistemes de supressió d'incendis d'aerosols condensats. Quan es crema amb els radicals lliures de la flama d'un foc, produeix carbonat de potassi. Component (normalment al voltant del 98 %) d'alguns productes d'eliminació de soques d'arbres. Accelera la descomposició natural de la soca subministrant nitrogen per als fongs que ataquen la fusta de la soca. En tractament tèrmic de metalls com a bany de sal fosa a temperatura mitjana, generalment en combinació amb nitrit sòdic. Un bany similar s'utilitza per produir un acabat durador blau/negre típicament vist en armes de foc. La seva qualitat oxidant, la solubilitat de l'aigua i el baix cost el converteixen en un inhibidor ideal d'òxid a curt termini. S'empra per induir la floració d'arbres de mànec en zones com Filipines. Medi d'emmagatzematge tèrmic en sistemes de generació d'energia. Les sals de nitrat de sodi i potassi s'emmagatzemen en estat fos amb l'energia solar recollida pels heliostats. S'han trobat sals ternàries, amb addició de nitrat de calci o nitrat de liti, per millorar la capacitat d'emmagatzematge de calor en les sals foses.

## Toxicologia

Formació d'N-fenilnitrosamina per reacció amb nitrit

El nitrat de potassi s'utilitza com a conservants en embotits, com la cansalada, l'embotit i el pernil, i en alguns formatges. Tot i que no s'ha demostrat que cap sal sigui cancerígena, hi ha certa preocupació perquè els nitrats poden reaccionar amb amines nitrosades presents en els aliments, per formar nitrosamines, moltes de les quals són cancerígenes; aquesta reacció pot ocórrer en les condicions àcides de l'estómac. També amb amides poden formar nitrosamides. Atès que el nitrat es pot convertir en nitrit, sigui en un producte alimentari o en la boca o l'tracte gastrointestinal per acció bacteriana, tant el nitrat com el nitrit s'han de considerar junts per avaluar qualsevol possible perill.
Hi ha diverses fonts dietètiques de nitrat i nitrit a més dels embotits, incloses les verdures i algunes aigües potables. En les últimes dècades, els nivells de nitrat i nitrit en embotits s'han reduït considerablement, i el potencial de formació de nitrosamines s'ha mitigat encara més amb l'addició a embotits d'antioxidants com l'àcid ascòrbic, que inhibeixen la nitrosació de les amines. Els peixos conservats amb sal i els aliments fumats es troben entre les altres fonts de nitrosamines en la dieta humana. Tot i que hi ha algunes dades que indiquen que el càncer de faringe, esòfag i estómac és més comú en poblacions que consumeixen alts nivells de nitrat o certs tipus de carn o peix conservats, encara s'ha d'aclarir el paper específic de les nitrosamines o de nitrat o nitrit afegit en el càncer humà. És possible que la presència d'inhibidors de nitrosació en fruites i verdures fresques sigui un factor per explicar per què el consum d'aquests aliments sembla tenir un efecte protector contra el càncer en les poblacions humanes.